# Equips de la temporada 1993/94 de la Primera Divisió Espanyola
A la temporada 1993/94 de la primera divisió Espanyola hi van jugar un total de 20 equips. Per autonomies, dos gallecs (Deportivo i Celta), dos asturians (Sporting i Oviedo), un càntabre (Ràcing), un castellanolleonés (Valladolid), dos bascos (Athletic i Reial Societat), un navarrès (Osasuna), un riojà (Logroñés), un aragonès (Reial Saragossa), tres madrilenys (Atlético, Reial Madrid i Rayo Vallecano), un castellanomanxec (Albacete), un canari (Tenerife), un andalús (Sevilla), un valencià (València CF) i dos catalans (FC Barcelona i UE Lleida).
La lliga va estar guanyada pel FC Barcelona i UE Lleida, Rayo Vallecano i CA Osasuna van perdre la categoria.
Els jugadors què hi van participar en cada equip van ser els següents, ordenats per nombre de partits disputats.

## FC Barcelona
| - Amor 37 - 2 gols - Koeman 35 - 11 gols - Zubizarreta 34 - Ferrer 34 - Bakero 34 - 5 gols - Guardiola 34 - Stòitxkov 34 - 16 gols - Romário 33 - 30 gols - Nadal 33 - Laudrup 31 - 5 gols - Goikoetxea 28 | - Iván 25 - 4 gols - Sergi 23 - Txiki Begiristain 20 - 7 gols - Eusebio 20 - Quique Estebaranz 14 - 3 gols - Juan Carlos 9 - Julio Salinas 7 - 2 gols - Busquets 5 - Òscar 2 - Ekelund 1 - Vucevic 0 |

Entrenador: Johan Cruijff 38

## Deportivo de La Corunya
| - Liaño 38 - Fran 37 - 5 gols - Voro 36 - Nando 36 - 4 gols - Đukić 36 - 1 gol - Donato 36 - 10 gols - Mauro Silva 35 - 1 gol - Bebeto 34 - 16 gols - Ribera 33 - 1 gol - Claudio 31 - 9 gols - López Rekarte 30 - 1 gol - Manjarín 27 - 3 gols - Alfredo 26 - 1 gol | - Pedro Riesco 18 - 1 gol - Marcos Vales 11 - Mariano 10 - José Ramón 7 - Paco 4 - Canales 0 - Elduayen 0 - Aldana 0 - Serna 0 - Juanito 0 - Viqueira 0 - Braulio 0 - Kirov 0 |

Entrenador: Arsenio Iglesias Pardo

## Reial Saragossa
| - Belsué 35 - 3 gols - Aguado 35 - 2 gols - Higuera 35 - 12 gols - Poyet 34 - 11 gols - Santi Aragón 34 - 7 gols - Garcia Sanjuán 33 - 1 gol - Nayim 33 - 2 gols - Solana 33 - 2 gols - Cáceres 30 - 1 gol - Esnáider 29 - 13 gols - Gay 28 - 7 gols - Pardeza 26 - 5 gols | - Cedrún 23 - Lizarralde 23 - Juanmi 15 - Moisés 14 - 2 gols - Darío Franco 11 - 2 gols - Esteban 7 - Fuertes 5 - Sergi 5 - Seba 3 - Sánchez Broto 0 - Julià 0 |

Entrenador: Víctor Fernández Braulio

## Reial Madrid
| - Buyo 38 - Míchel 37 - 11 gols - Zamorano 36 - 11 gols - Hierro 34 - 10 gols - Sanchis 32 - 1 gol - Alkorta 32 - Milla 31 - Lasa 30 - Luis Enrique 28 - 2 gols - Butragueño 27 - 8 gols - Dubovsky 26 - 1 gol - Martín Vázquez 23 - 1 gol - Prosinečki 23 - 6 gols - Alfonso 18 - 5 gols | - Ramis 17 - 1 gol - Nando 14 - Chendo 12 - Velasco 8 - Morales 7 - 2 gols - Paco Llorente 4 - Villarroya 4 - Marcos 4 - Vitor 3 - Dani 1 - Jaro 0 - Cano 0 - Toril 0 |

Entrenador: Benito Floro Sanz 27, Vicente del Bosque González 11

## Athletic Club de Bilbao
| - Valencia 37 - Iñigo Larrainzar 37 - Guerrero 36 - 18 gols - Ziganda 35 - 17 gols - Eskurza 35 - 1 gol - Valverde 34 - 9 gols - Larrazábal 32 - 4 gols - Urrutia 32 - 2 gols - Lakabeg 29 - Garitano 26 - 6 gols - Andrinua 23 - 1 gol - Tabuenka 23 - Estíbariz 20 | - Karanka 18 - Mendiguren 18 - Carlos García 15 - 2 gols - Uribarrena 15 - 1 gol - Asier 5 - Galdames 4 - Oskar Vales 4 - Huegun 3 - Lambea 2 - Bolo 1 - Kike 1 - Kortina 1 |

Entrenador: Juup Heynckes 38

## Sevilla Futbol Club
| - Unzué 37 - Soler 37 - Marcos 36 - 2 gols - Rafa Paz 36 - Moya 35 - 6 gols - Suker 34 - 24 gols - Diego 32 - 1 gol - Martagón 32 - Simeone 31 - 8 gols - Bango 26 - 4 gols - Cortijo 25 | - Patxi Ferreira 25 - 1 gol - Monchu 24 - 5 gols - Del Campo 16 - 1 gol - Pineda 14 - Prieto 13 - 1 gol - Tevenet 12 - 1 gol - Carvajal 11 - 1 gol - Linde 5 - Jiménez 2 - Monchi 2 - Padilla 0 |

Entrenador: Luis Aragonés 38

## València Club de Futbol
| - Camarasa 35 - 1 gol - Mijatovic 35 - 16 gols - Sempere 31 - Fernando 30 - 14 gols - Quique 30 - 5 gols - Serer 30 - Belodedici 29 - Giner 29 - Arroyo 28 - 3 gols - Gàlvez 28 - 3 gols - Tomás 27 - Álvaro 25 - 1 gol - Mendieta 20 - 2 gols - Pizzi 19 - 4 gols | - Eloy 16 - 1 gol - Pènev 16 - 5 gols - Ibañez 10 - González 9 - Aristizábal 7 - Diego Ribera 6 - Robert 6 - Benito 5 - Tàrraga 5 - Javi Navarro 4 - Matias Rubio 4 - Roberto 2 - Etxarri 1 - Fran 1 |

Entrenador: Guus Hiddink 20, Francisco Real Alacreu 5, Héctor Núñez Bello 11, José Manuel Rielo Talens 2

## Racing de Santander
| - Quique Setién 38 - 8 gols - Ceballos 37 - Pineda 37 - 4 gols - Radchenko 36 - 11 gols - Merino 36 - 2 gols - Pablo Alfaro 36 - 1 gol - Geli 36 - 3 gols - Zygmantovich 35 - Torrecilla 34 - Popov 31- 7 gols - Mutiu 29 - 3 gols - Gelucho 25 - 1 gol | - Roncal 22 - Billabona 17 - 1 gol - Chili 13 - 3 gols - Esteban Torre 12 - Solaeta 6 - Edu 5 - Óscar Engonga 2 - Pinillos 2 - Luís Fernández 1 - Salceda 0 - Cantudo 0 |

Entrenador: Javier Iruretagoyena Amiano 38

## Reial Oviedo
| - Cristóbal 37 - Armando 36 - 1 gol - Carlos 34 - 20 gols - Jankovic 33 - 7 gols - Jerkan 32 - Jokanovic 32 - 7 gols - Berto 31 - Viti 31 - Carreras 30 - 1 gol - Suárez 29 - Rivas 28 - 1 gol - Maqueda 27 - 2 gols - Luis Manuel 24 | - Andrades 18 - 1 gol - Gorriaran 16 - Pedro Alberto 13 - 1 gol - Sietes 9 - 2 gols - Andrés 7 - Elcacho 7 - Mora 5 - Oli 4 - Vinyals 3 - Rafa 3 - Sarriugarte 1 - Manel 0 |

Entrenador: Radomir Antić 38

## CD Tenerife
| - Chano 37 - 7 gols - César Gómez 35 - 1 gol - Ezequiel Castillo 35 - 1 gol - Conte 34 - 4 gols - Aguilera 34 - 1 gol - Felipe 32 - 4 gols - Antonio Mata 31 - Dertycia 31 - 11 gols - Latorre 29 - 7 gols - Redondo 28 - 1 gol - Manolo 27 | - Pier 25 - 5 gols - Pinilla 20 - 3 gols - Paqui 20 - Percy Olivares 18 - 1 gol - Llorente 17 - 1 gol - Del Solar 13 - 1 gol - Toño 9 - Otxotorena 8 - Agustín 4 - Toni 3 |

Entrenador: Jorge Alberto Valdano Castellano 38

## Reial Societat
| - Fuentes 37 - 1 gol - Alkiza 35 - 4 gols - Alberto 34 - Kodro 34 - 23 gols - Albistegi 30 - 1 gol - Carlos Xavier 30 - 3 gols - Lumbreras 30 - Oceano 30 - 1 gol - Loren 28 - Luis Pérez 28 - 2 gols - Larrañaga 27 - Imaz 26 - Pikabea 26 - 1 gol | - Uria 23 - De Pedro 14 - Imanol 14 - 2 gols - Guruceta 13 - Álaba 13 - Cuyami 8 - Biurrun 4 - Aranzábal 3 - Agirre 2 - Idiakez 2 - Estéfano 1 - Carlos Martínez 0 - Zábala 0 |

Entrenador: John Benjamin Toshack 38

## Atlètic de Madrid
| - Pirri Mori 34 - 4 gols - Kosecki 33 - 10 gols - Juanito 31 - 1 gol - Kiko 31 - 5 gols - Tomás 29 - Luis García 29 - 11 gols - Vizcaíno 27 - 1 gol - Caminero 26 - 6 gols - Pedro 26 - 5 gols - López 25 - Manolo 25 - 4 gols - Pizo Gómez 25 - 1 gol - Diego 23 | - Toni 19 - 1 gol - Solozábal 18 - Abel 17 - Soler 14 - 1 gol - Quevedo 13 - 2 gols - Sabas 13 - Moacir 11 - 1 gol - Maguy 8 - Benítez 7 - Juanma 2 - Tilico 1 - Valle 1 |

Entrenador: Jair Pereira 7, Ramón Armando Heredia Ruarte 4, Emilio Cruz Roldán 8, José Luis Romero Robledo 6, Iselín Santos Ovejero 4, Roberto Jorge D'Alessandro Di Ninho 9

## Albacete Balompié
| - Fradera 37 - Sala 37 - 2 gols - Geli 36 - 5 gols - Coco 35 - 1 gol - Menéndez 35 - 12 gols - Santi 34 - Alejandro 33 - 1 gol - Zalazar 31 - 8 gols - Dos Santos 30 - 10 gols - Antonio 29 - 1 gol - Balaguer 26 - Cordero 25 - 1 gol | - Nilson 25 - 8 gols - Chesa 22 - Ramón 17 - Conejo 12 - José 10 - Magí 9 - Sotero 5 - Dimitrijevic 2 - Morientes 2 - Bjelica 1 - Parri 0 - Monteagudo 0 |

Entrenador: Víctor Rodolfo Espárrago Videla 38

## Sporting de Gijón
| - Miner 38 - 2 gols - Pablo 38 - Abelardo 36 - 5 gol - Muñiz 35 - 3 gols - Juanele 35 - 8 gols - Stanic 34 - 5 gols - Luis Sierra 32 - 1 gol - Sabou 31 - 1 gol - Castaño 28 - 1 gol - Óscar 26 - 3 gols - Escaich 23 - 8 gols - Saric 22 - 2 gols - Emili 20 - Tomás 20 - 1 gol | - Arturo 19 - Ablanedo II 18 - Ablanedo I 14 - Emilio 7 - Cela 4 - Dani Díaz 3 - Raul 3 - Avelino 2 - Marcelino 2 - Mario Cotelo 1 - Ramón 1 - José Manuel 1 - Tino 0 - Rodri 0 |

Entrenador: Mariano García Remón 38

## Celta de Vigo
| - Cañizares 38 - Engonga 36 - Gil 35 - 1 gol - Alejo 34 - 2 gols - Gudelj 34 - 12 gols - Losada 33 - 8 gols - Otero 29 - 1 gol - Patxi Salinas 29 - 1 gol - Berges 29 - 2 gols - Andrijasevic 25 - 9 gols - Dadie 23 - Salva 22 - 2 gols - Ratkovic 22 - 1 gol | - Agirretxu 17 - Oliete 17 - Salillas 12 - Joseba 11 - 1 gol - Vicente 11 - Atilano 10 - Luizinho 10 - Carlos Pérez 9 - 1 gol - Limperger 1 - Vilanova 1 - Manel 1 - Villanueva 0 - Juric 0 |

Entrenador: José Francisco Rojo Arroitia 38

## CD Logronyés
| - Herrero 38 - Lopetegi 36 - Iturrino 36 - 2 gols - Poyatos 36 - 8 gols - Eraña 35 - 2 gols - Antón 33 - Dulce 33 - Salenko 31 - 16 gols - Romero 29 - 4 gols - Markovic 27 - 5 gols - Juanma 24 - 3 gols - Mandiá 24 | - Martin 21 - José Ignacio 19 - 1 gol - Lewandowski 15 - 1 gol - Moreno 14 - Villanova 13 - 1 gol - Paco 11 - 1 gol - Matute 5 - Cleber 3 - Vergara 2 - Óscar 1 - Vallina 0 |

Entrenador: Carlos Daniel Aimar 38

## Rayo Vallecano
| - Calderón 35 - 5 gols - Cota 35 - Onésimo 35 - 7 gols - Pablo 35 - 4 gols - Wilfred 32 - Miguel 31 - Višnjić 30 - 1 gol - Orejuela 29 - 3 gols - Hugo Sánchez 29 - 16 gols - Josete 25 - Rodríguez 24 - 1 gol - Lema 23 - Àlex 22 | - Urzaiz 20 - 1 gol - Aiarza 18 - Luis Delgado 14 - 1 gol - Momparlet 14 - Alcázar 13 - Palacios 11 - Carou 6 - Gallego 3 - Pedro Aguado 3 - Fernando 1 - Míchel 1 - Armando 0 |

Entrenador: Félix Barderas Sierra 9, Fernando Zambrano Sánchez 13, David Vidal Tomé 16

## Reial Valladolid
| - Alberto 37 - 13 gols - Cuaresma 37 - 1 gol - Lozano 36 - Ivan Rocha 35 - 3 gols - Gracia 33 - 2 gols - Amavisca 32 - 6 gols - Najdoski 31 - Chuchi Macón 29 - Miguelo 29 - Ramón 27 - Castillo 25 - Correa 20 - Iñaki 20 - 1 gol - Juli 13 | - Txelis 10 - Damián 10 - Ferreras 9 - Walter Lozano 9 - Luis Miguel 6 - Brandao 6 - Baraja 5 - 1 gol - Alfaro 5 - César Sánchez 3 - Torres Gómez 2 - Alfonso 0 - Pablo Sánchez 0 - Toño Martín 0 - Rachimov 0 |

Entrenador: Felipe Mesones Temperán 16, Josep Moré i Bonet 22

## Unió Esportiva Lleida
| - Ravnic 37 - Urbano 36 - 1 gol - Rubio 35 - 3 gols - Virgilio 35 - 4 gols - Jaume Quesada 34 - 2 gols - Txema 34 - 1 gol - Gonzalo 32 - 1 gol - Herrera 27 - 1 gol - Milinkovic 26 - 6 gols - David 25 - Aguilà 23 - 3 gols - Tomàs 22 | - Andersen 22 - 2 gols - Parés 19 - 3 gols - Matosas 17 - 2 gols - Javier 14 - Pedro Luis 13 - Javi 11 - Bartolo 10 - Acosta 9 - Palau 6 - Raúl 2 - Villa 2 |

Entrenador: José Manuel Esnal 38

## Club Atlètic Osasuna
| - Bustingorri 36 - 2 gols - Merino 31 - 3 gols - Pepín 31 - Staniek 31 - Ziober 31 - 10 gols - Spasic 29 - 1 gol - Arozarena 28 - 1 gol - Jose Maria 27 - 1 gol - Sànchez Jara 27 - 2 gols - Martín González 24 - Edu 22 - Urban 22 - 5 gols | - Roberto 21 - Unanua 17 - Yanguas 17 - Luke 16 - 3 gols - Martín Domínguez 15 - 2 gols - Christiansen 14 - 1 gol - Pascual 13 - 1 gol - Larrainzar I 12 - 1 gol - Castillejo 10 - Palacios 7 - 1 gol - De Quintana 4 - López Vallejo 1 |

Entrenador: Pedro María Zabalza Inda 16, Enrique Martín Monreal Lizarraga 22